# Süperseks
Süperseks ist eine deutsche Filmkomödie aus dem Jahr 2004, die von den Drehbuchautoren Kerim Pamuk und Daniel Schwarz erfunden, entwickelt und geschrieben wurde. Mehrere Filmproduktionen bemühten sich um die Verfilmungsrechte, schließlich erhielten die Produzentinnen Nina Bohlmann und Babette Schröder den Zuschlag. Regie führte Torsten Wacker.

## Handlung
Elviz Tütüncü, Bruder eines deutsch-türkischen Bäckers aus Hamburg, betreibt einen Club. Um den Club zu finanzieren, hat er einen Kredit über 50.000 Euro bei seinem Onkel Cengiz aufgenommen, dem er im Gegenzug als Sicherheit die Papiere für das Grundstück seiner Mutter in der Türkei gegeben hat. Cengiz beabsichtigt, einen Hotelkomplex auf dem Grundstück zu bauen. Um dieses Ziel zu erreichen, ruft er die Polizei an, als sich in Elviz' Club einige Minderjährige aufhalten. Daraufhin muss dieser den Club schließen. Nun will Cengiz sein Geld zurück oder das Grundstück. Der Bruder von Elviz, Tarik, bittet Cengiz um eine Schonfrist von vier Wochen, um das nötige Geld aufzutreiben. Diese wird Elviz gewährt, da Cengiz damit rechnet, dass Elviz den Kredit nicht rechtzeitig zurückzahlen kann.
Als Elviz zufällig hört, wie Tarik versucht, eine Sexhotline anzurufen, und dabei auf einige „Sprachschwierigkeiten“ stößt, kommt ihm die rettende Idee: Eine türkischsprachige Telefonsex-Hotline einzurichten. Sein Freund Olaf hat Kontakt zu einem deutschen Unternehmer namens Porno-Schneyder, der in dieser Branche bereits Erfahrungen gesammelt hat und zu Wohlstand gekommen ist. Durch diesen bekommen Elviz und Olaf Nummern zur Verfügung gestellt und beteiligen ihn dafür am Gewinn. Die fehlenden Räumlichkeiten finden sie in Tariks Bäckerei, wo noch einige Räume leerstehen. Den Männern der dort arbeitenden Frauen wird erzählt, dass dies eine normale Servicehotline sei. Die Hotline versteckt sich hinter einer Schein-Internetagentur namens Lüksweb.
Das Geschäft beginnt zu florieren, und Elviz kann die erste Rate bei Cengiz zurückzahlen, der darüber gar nicht erfreut ist. Elviz hat sich in Anna, die Bauchtanzlehrerin seiner Nichte, verliebt. Die beiden lernen sich bei einem Abendessen näher kennen; doch dieses wird durch ein Telefonat unterbrochen, nach dem Elviz sofort in sein Büro muss. Auf Annas Frage, was er beruflich tue, gibt er nur flüchtig Auskunft und geht. Anna ist in finanziellen Schwierigkeiten, da ihr Vater sie nicht mehr unterstützt, weil sie seine Praxis nicht übernehmen will, sondern Bauchtanzlehrerin werden möchte. Sie findet heraus, dass es noch Stellen für eine Servicehotline gibt, und bewirbt sich dort. Als Elviz sie sieht, möchte er sie sofort wegschicken lassen. Stattdessen stellt die Hotline-Chefin sie ein.
Elviz hält sich tagelang bedeckt und ist völlig verzweifelt. Schließlich gibt er sich Anna als Firmeninhaber zu erkennen, möchte sie aber nicht kündigen, da er weiß, dass Anna das Geld braucht, und bietet ihr an, ihr Gehalt ohne Gegenleistung zu bezahlen. Doch dieses Angebot schlägt Anna aus und arbeitet weiter im Betrieb. Elviz, der voller Eifersucht ist, befiehlt Olaf, alle Gespräche von Anna mitzuschneiden. Elviz und Anna ignorieren sich, und Olaf, dem die Auseinandersetzungen mit seinem Chef zu viel werden, packt seine Sachen und geht.
Inzwischen ist Cengiz dahintergekommen, was sich hinter Elviz’ Scheinfirma abspielt. Um doch noch an das begehrte Grundstück zu kommen, informiert er die Ehemänner der dort arbeitenden Frauen und die Presse. Sein Plan geht auf, die Männer stürmen den Betrieb, und auch Tarik wird nun klar, womit Elviz sein Geld verdient. In der Folge verliert Elviz die Firma, und sein Bruder muss wegen der schlechten Presse seine Bäckerei schließen. Das Grundstück in der Türkei wird endgültig an Cengiz übertragen.
Elviz will in die Türkei reisen, um ein letztes Mal das Haus seiner Mutter zu sehen, bevor es abgerissen wird. Zuvor geht er zu Olaf, um sich zu verabschieden und zu entschuldigen. Dieser nimmt die Entschuldigung an und offenbart ihm, dass er bei einem seiner Mitschnitte Cengiz als Anrufer aufgenommen hat. Damit erpressen die beiden Cengiz, und dieser gibt daraufhin das Grundstück zurück, sowie 30.000 Euro für den beruflichen Neuanfang von Tarik. Auch bei Anna entschuldigt sich Elviz mit einem großen Strauß Rosen, woraufhin sie ihm verzeiht.

## Kritiken
„Nur mäßig unterhaltsame Komödie. Vor allem die stimmungsvolle Kameraarbeit und der sympathische Hauptdarsteller setzen Akzente in einem ansonsten eher fragmentarischen Film, dessen menschliche Konflikte weniger Beachtung finden als die realistisch anmutende Schilderung deutsch-türkischer Familiensituationen.“

„Das Regiedebüt des Werbefilmers Torsten Wacker, der hier mit relativ geringen finanziellen Mitteln eine witzige Komödie mit viel Hamburger Lokalkolorit abliefert. Überzeugend sind vor allem die mit viel Liebe gezeichneten Charaktere und das kurzweilige und stimmige Drehbuch, dem allerdings zum Ende hin ein wenig die Luft auszugehen scheint. In der Hauptrolle des Elviz überzeugt Denis Moschitto [...]. Etwas unglücklich besetzt: Marie Zielcke als Elviz' türkische Freundin, dagegen wunderbar komisch Peter Lohmeyer in seinem Kurzauftritt als "Porno-Schneider".“

 Die Deutsche Film- und Medienbewertung FBW in Wiesbaden verlieh dem Film das Prädikat „wertvoll“.